# Dholpur (furstestat)
Dholpur, även känt som Davalpur, var en brittisk vasallstat i Rajputana. 1901 hade furstendömet en yta på 2 994 km² och en befolkning på 271 496 invånare (1901). Fursten och större delen av befolkningen var jater. Huvudstaden Dholpur ligger vid floden Chambal och hade 19 310 invånare 1901.